# Fossa
Fossa (/ˈfɒsə/ hay /ˈfuːsə/; tiếng Malagasy: [ˈfusə̥]; danh pháp hai phần: Cryptoprocta ferox) là một loài thú ăn thịt, hình dạng giống mèo. Đây là loài đặc hữu tại Madagascar, thuộc họ Eupleridae, bộ Ăn thịt, có họ hàng gần với họ Cầy mangut (Herpestidae). Phân loại sinh học loài này đã gây tranh cãi do đặc điểm cơ thể tương đồng với những loài mèo, song đặc điểm khác chỉ ra mối quan hệ gần với họ Cầy (nhất là cầy hương và loài họ hàng). Phân loại của loài, cùng với những loài ăn thịt khác tại Madagascar, ảnh hưởng đến giả thuyết rằng loài hữu nhũ ăn thịt đã xâm chiếm đảo Madagascar bao nhiêu lần. Nghiên cứu về di truyền đã chứng minh rằng Fossa và tất cả động vật ăn thịt khác tại Madagascar có họ hàng gần nhất với nhau (định hình nên một nhánh sinh học, được công nhận thành họ Eupleridae), động vật ăn thịt hiện tại đã xâm chiếm hòn đảo này vào dịp quanh khoảng 18 đến 20 triệu năm về trước.
Fossa là thú ăn thịt lớn nhất trên đảo Madagascar và được so sánh như một con báo sư tử nhỏ vì nó đã hội tụ nhiều đặc điểm giống như mèo. Fossa trưởng thành có chiều dài từ đầu đến hết thân 70–80 cm (28–31 in) và cân nặng từ 5,5–8,6 kg (12–19 lb), con đực lớn hơn so với con cái. Sở hữu móng vuốt bán co rút và mắt cá chân linh hoạt cho phép Fossa leo trèo lên xuống cây dễ dàng, đồng thời hỗ trợ nhảy từ cây này sang cây khác. Fossa là loài duy nhất trong họ có biểu hiện khác biệt về cơ quan sinh dục ở hình thái ngoài, giống đặc điểm của mèo và linh cẩu.
Loài này phân bố rộng, mặc dù mật độ quần thể thường thấp. Chúng thường sinh sống đơn độc trong rừng rậm, tích cực săn mồi cả ngày lẫn đêm. Hơn 50% chế độ ăn uống gồm vượn cáo, loài linh trưởng đặc hữu tìm được trên đảo; tenrec, gặm nhấm, thằn lằn, chim và động vật khác cũng là con mồi của Fossa. Giao phối thường diễn ra trên cây, trên cành cây ngang, có thể kéo dài vài giờ. Lứa đẻ dao động từ một đến sáu con non, khi sinh ra mù và không răng. Fossa sơ sinh cai sữa sau 4,5 tháng và độc lập sau một năm. Thuần thục sinh dục diễn ra khoảng 3 đến 4 tuổi, tuổi thọ nuôi nhốt đạt 20 năm. Loài Fossa được Liên minh Bảo tồn Thiên nhiên Quốc tế liệt kê là "loài sắp nguy cấp". Chúng thường khiến người Madagascar lo sợ và thường được bảo vệ nhờ tục kiêng kỵ fady. Mối đe dọa lớn nhất đến loài này là mất môi trường sống.

## Từ nguyên
Danh pháp chi Cryptoprocta ám chỉ đến hậu môn con vật được ẩn trong túi hậu môn của chúng, khởi nguồn trong tiếng Hy Lạp cổ đại, từ crypto- "ẩn giấu" và procta "hậu môn". Danh pháp loài ferox là tính từ Latin, có nghĩa là "khốc liệt" hoặc "hoang dã". Tên gọi thông dụng được viết chính tả là fossa trong tiếng Anh hoặc fosa trong tiếng Malagasy, ghi chép vào ngữ hệ Nam Đảo, nhưng một số tác giả chấp nhận cách viết chính tả Malagasy trong tiếng Anh. Từ ngữ này giống posa (nghĩa là "con mèo") trong tiếng Iban (một ngôn ngữ Nam Đảo) trên đảo Borneo, cả hai thuật ngữ có thể khởi nguồn từ ngôn ngữ mậu dịch những năm 1600. Tuy nghiên, một từ nguyên thay thế chỉ ra liên kết đến từ ngữ khác trong tiếng Mã Lai: pusa đề cập đến loài triết Mã Lai (Mustela nudipes). Từ pusa trong tiếng Mã Lai có thể biến thành posa cho loài mèo trên đảo Borneo, trong khi tại Madagascar từ ngữ này có thể biến thành fosa để chỉ loài này.

## Nguyên tắc phân loại
Fossa được Edward Turner Bennett mô tả chính thức trên cơ sở một mẫu vật từ Madagascar do Charles Telfair gửi đến năm 1833. Tên gọi thông thường tương tự danh pháp chi của cầy hương Madagascar (Fossa fossana), nhưng chúng là những loài khác nhau. Do đặc điểm cơ thể chia sẻ với cầy hương, cầy mangut và loài họ mèo (Felidae), phân loại đã gây tranh cãi. Bennett ban đầu sắp xếp loài này thuộc nhóm cầy hương trong họ Cầy. Khối xương sọ rắn chắc, hốc mắt lớn, móng vuốt co rút và cấu trúc răng chuyên về ăn thịt cũng khiến một vài nhà phân loại liên kết chúng với loài họ mèo. Năm 1939, William King Gregory và Milo Hellman xếp Fossa vào phân họ riêng của chúng thuộc họ mèo Felidae, Cryptoproctinae. George Gaylord Simpson xếp loài này trở lại họ cầy Viverridae vào năm 1945, vẫn nằm trong phân họ mà loài sở hữu, nhưng thừa nhận loài có nhiều đặc điểm giống loài mèo.

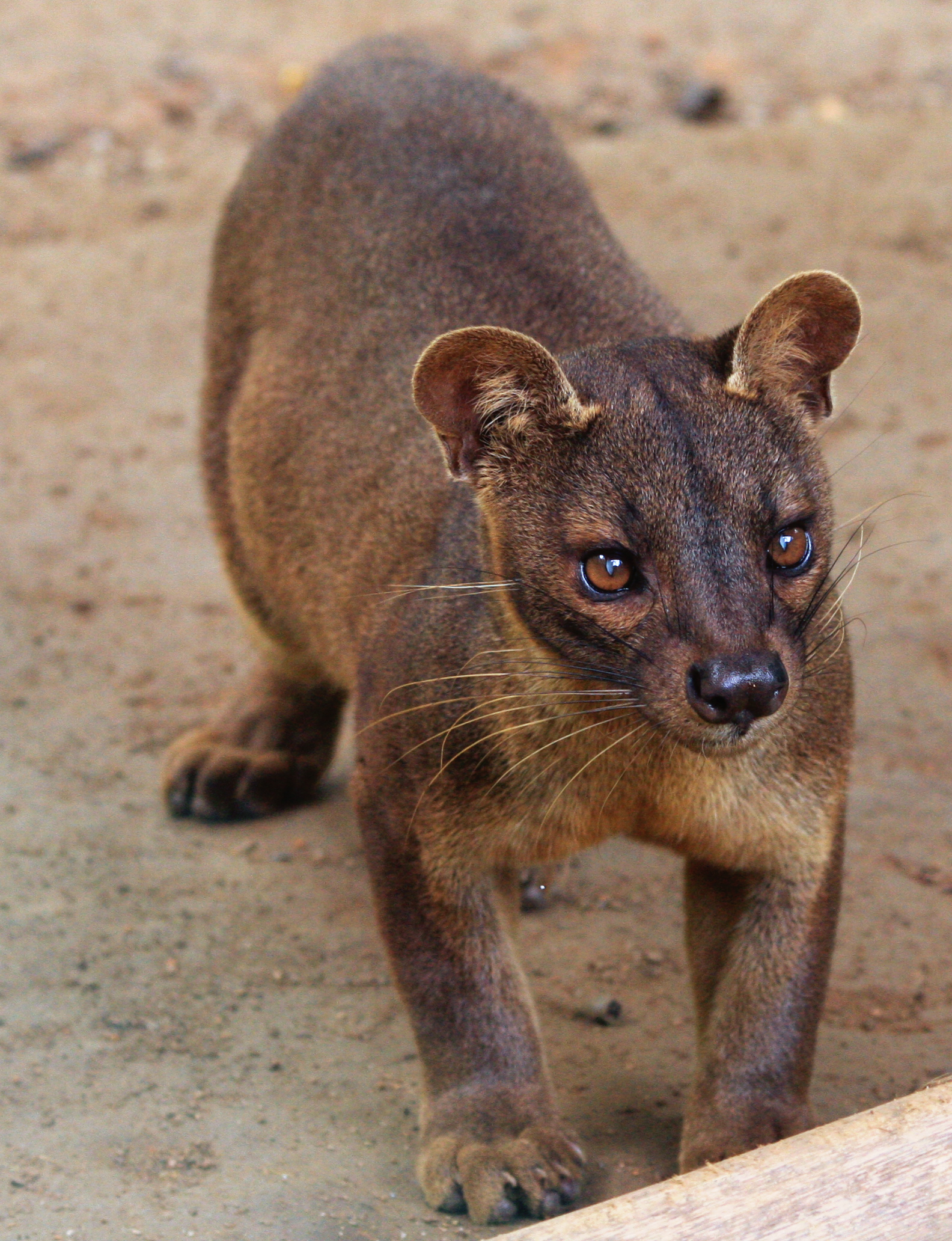
Fossa có ngoại hình giống loài mèo, tương tự báo sư tử nhỏ.

Năm 1993, Géraldine Veron và François Catzeflis xuất bản nghiên cứu lai giống DNA chỉ ra rằng Fossa có họ hàng gần hơn với cầy mangut (họ Herpestidae) so với mèo hoặc cầy hương. Tuy nhiên, năm 1995, nghiên cứu hình thái học của Veron một lần nữa họp thành nhóm với họ Felidae. Năm 2003, nghiên cứu phát sinh chủng loài phân tử sử dụng gen hạt nhân và ty thể của Anne Yoder và đồng nghiệp chỉ ra rằng tất cả loài ăn thịt bản địa Madagascar chia sẻ chung một tổ tiên, loại trừ những loài ăn thịt khác (có nghĩa chúng định hình nên một nhánh sinh học, khiến chúng cùng chung tổ tiên) và có họ hàng gần nhất với họ Cầy mangut châu Phi và châu Á. Để phản ánh các mối quan hệ, tất cả loài ăn thịt Madagascar hiện được xếp vào một họ đơn nhất, họ Eupleridae. Trong họ Eupleridae, Fossa được xếp vào phân họ Euplerinae cùng với loài falanouc (Eupleres goudoti) và cầy hương Madagascar, nhưng mối quan hệ chính xác của chúng được phân tích kém.
Một loài họ hàng tuyệt chủng của Fossa được mô tả vào năm 1902 từ hài cốt bán hóa thạch và được công nhận là một loài riêng biệt, Cryptoprocta spelea, năm 1935. Loài này lớn hơn Fossa (có khối lượng cơ thể ước tính lớn gấp hai lần), nhưng có nhiều đặc điểm tương tự. Trên khắp Madagascar, người ta phân biệt hai loại Fossa: fosa mainty lớn ("fossa đen") và fosa mena nhỏ ("fossa đỏ hung"), còn một dạng màu trắng ở mạn Tây Nam đã được báo cáo. Hiện chưa rõ đó là biến đổi hay đột biến, liên quan đến giới tính, tuổi cá thể hay nhiễm hắc tố và bạch tố, hoặc cũng có thể là loài Fossa khác cũng tồn tại.
|  | Herpestidae (cầy mangut)                                   |
|  |                                                            |
|  | \| \| Eupleridae (động vật ăn thịt Madagascar) \| \| \| \| |
|  |                                                            |
|  | Eupleridae (động vật ăn thịt Madagascar)                   |
|  |                                                            |

|  | Eupleridae (động vật ăn thịt Madagascar) |
|  |                                          |

|  | Herpestidae (cầy mangut)                                   |
|  |                                                            |
|  | \| \| Eupleridae (động vật ăn thịt Madagascar) \| \| \| \| |
|  |                                                            |
|  | Eupleridae (động vật ăn thịt Madagascar)                   |
|  |                                                            |

|  | Eupleridae (động vật ăn thịt Madagascar) |
|  |                                          |

|  | Herpestidae (cầy mangut)                                   |
|  |                                                            |
|  | \| \| Eupleridae (động vật ăn thịt Madagascar) \| \| \| \| |
|  |                                                            |
|  | Eupleridae (động vật ăn thịt Madagascar)                   |
|  |                                                            |

|  | Eupleridae (động vật ăn thịt Madagascar) |
|  |                                          |

|  | Herpestidae (cầy mangut)                                   |
|  |                                                            |
|  | \| \| Eupleridae (động vật ăn thịt Madagascar) \| \| \| \| |
|  |                                                            |
|  | Eupleridae (động vật ăn thịt Madagascar)                   |
|  |                                                            |

|  | Eupleridae (động vật ăn thịt Madagascar) |
|  |                                          |

|  | Herpestidae (cầy mangut)                                   |
|  |                                                            |
|  | \| \| Eupleridae (động vật ăn thịt Madagascar) \| \| \| \| |
|  |                                                            |
|  | Eupleridae (động vật ăn thịt Madagascar)                   |
|  |                                                            |

|  | Eupleridae (động vật ăn thịt Madagascar) |
|  |                                          |

|  | Herpestidae (cầy mangut)                                   |
|  |                                                            |
|  | \| \| Eupleridae (động vật ăn thịt Madagascar) \| \| \| \| |
|  |                                                            |
|  | Eupleridae (động vật ăn thịt Madagascar)                   |
|  |                                                            |

|  | Eupleridae (động vật ăn thịt Madagascar) |
|  |                                          |

|  | Herpestidae (cầy mangut)                                   |
|  |                                                            |
|  | \| \| Eupleridae (động vật ăn thịt Madagascar) \| \| \| \| |
|  |                                                            |
|  | Eupleridae (động vật ăn thịt Madagascar)                   |
|  |                                                            |

|  | Eupleridae (động vật ăn thịt Madagascar) |
|  |                                          |

|  | Herpestidae (cầy mangut)                                   |
|  |                                                            |
|  | \| \| Eupleridae (động vật ăn thịt Madagascar) \| \| \| \| |
|  |                                                            |
|  | Eupleridae (động vật ăn thịt Madagascar)                   |
|  |                                                            |

|  | Eupleridae (động vật ăn thịt Madagascar) |
|  |                                          |

|  | Herpestidae (cầy mangut)                                   |
|  |                                                            |
|  | \| \| Eupleridae (động vật ăn thịt Madagascar) \| \| \| \| |
|  |                                                            |
|  | Eupleridae (động vật ăn thịt Madagascar)                   |
|  |                                                            |

|  | Eupleridae (động vật ăn thịt Madagascar) |
|  |                                          |

|  | Herpestidae (cầy mangut)                                   |
|  |                                                            |
|  | \| \| Eupleridae (động vật ăn thịt Madagascar) \| \| \| \| |
|  |                                                            |
|  | Eupleridae (động vật ăn thịt Madagascar)                   |
|  |                                                            |

|  | Eupleridae (động vật ăn thịt Madagascar) |
|  |                                          |

|  | Herpestidae (cầy mangut)                                   |
|  |                                                            |
|  | \| \| Eupleridae (động vật ăn thịt Madagascar) \| \| \| \| |
|  |                                                            |
|  | Eupleridae (động vật ăn thịt Madagascar)                   |
|  |                                                            |

|  | Eupleridae (động vật ăn thịt Madagascar) |
|  |                                          |

|  | Herpestidae (cầy mangut)                                   |
|  |                                                            |
|  | \| \| Eupleridae (động vật ăn thịt Madagascar) \| \| \| \| |
|  |                                                            |
|  | Eupleridae (động vật ăn thịt Madagascar)                   |
|  |                                                            |

|  | Eupleridae (động vật ăn thịt Madagascar) |
|  |                                          |

|  | Herpestidae (cầy mangut)                                   |
|  |                                                            |
|  | \| \| Eupleridae (động vật ăn thịt Madagascar) \| \| \| \| |
|  |                                                            |
|  | Eupleridae (động vật ăn thịt Madagascar)                   |
|  |                                                            |

|  | Eupleridae (động vật ăn thịt Madagascar) |
|  |                                          |

|  | Herpestidae (cầy mangut)                                   |
|  |                                                            |
|  | \| \| Eupleridae (động vật ăn thịt Madagascar) \| \| \| \| |
|  |                                                            |
|  | Eupleridae (động vật ăn thịt Madagascar)                   |
|  |                                                            |

|  | Eupleridae (động vật ăn thịt Madagascar) |
|  |                                          |

|  | Herpestidae (cầy mangut)                                   |
|  |                                                            |
|  | \| \| Eupleridae (động vật ăn thịt Madagascar) \| \| \| \| |
|  |                                                            |
|  | Eupleridae (động vật ăn thịt Madagascar)                   |
|  |                                                            |

|  | Eupleridae (động vật ăn thịt Madagascar) |
|  |                                          |

|  | Herpestidae (cầy mangut)                                   |
|  |                                                            |
|  | \| \| Eupleridae (động vật ăn thịt Madagascar) \| \| \| \| |
|  |                                                            |
|  | Eupleridae (động vật ăn thịt Madagascar)                   |
|  |                                                            |

|  | Eupleridae (động vật ăn thịt Madagascar) |
|  |                                          |

|  | Herpestidae (cầy mangut)                                   |
|  |                                                            |
|  | \| \| Eupleridae (động vật ăn thịt Madagascar) \| \| \| \| |
|  |                                                            |
|  | Eupleridae (động vật ăn thịt Madagascar)                   |
|  |                                                            |

|  | Eupleridae (động vật ăn thịt Madagascar) |
|  |                                          |

|  | Herpestidae (cầy mangut)                                   |
|  |                                                            |
|  | \| \| Eupleridae (động vật ăn thịt Madagascar) \| \| \| \| |
|  |                                                            |
|  | Eupleridae (động vật ăn thịt Madagascar)                   |
|  |                                                            |

|  | Eupleridae (động vật ăn thịt Madagascar) |
|  |                                          |

|  | Herpestidae (cầy mangut)                                   |
|  |                                                            |
|  | \| \| Eupleridae (động vật ăn thịt Madagascar) \| \| \| \| |
|  |                                                            |
|  | Eupleridae (động vật ăn thịt Madagascar)                   |
|  |                                                            |

|  | Eupleridae (động vật ăn thịt Madagascar) |
|  |                                          |

|  | Herpestidae (cầy mangut)                                   |
|  |                                                            |
|  | \| \| Eupleridae (động vật ăn thịt Madagascar) \| \| \| \| |
|  |                                                            |
|  | Eupleridae (động vật ăn thịt Madagascar)                   |
|  |                                                            |

|  | Eupleridae (động vật ăn thịt Madagascar) |
|  |                                          |

|  | Herpestidae (cầy mangut)                                   |
|  |                                                            |
|  | \| \| Eupleridae (động vật ăn thịt Madagascar) \| \| \| \| |
|  |                                                            |
|  | Eupleridae (động vật ăn thịt Madagascar)                   |
|  |                                                            |

|  | Eupleridae (động vật ăn thịt Madagascar) |
|  |                                          |

|  | Herpestidae (cầy mangut)                                   |
|  |                                                            |
|  | \| \| Eupleridae (động vật ăn thịt Madagascar) \| \| \| \| |
|  |                                                            |
|  | Eupleridae (động vật ăn thịt Madagascar)                   |
|  |                                                            |

|  | Eupleridae (động vật ăn thịt Madagascar) |
|  |                                          |

|  | Herpestidae (cầy mangut)                                   |
|  |                                                            |
|  | \| \| Eupleridae (động vật ăn thịt Madagascar) \| \| \| \| |
|  |                                                            |
|  | Eupleridae (động vật ăn thịt Madagascar)                   |
|  |                                                            |

|  | Eupleridae (động vật ăn thịt Madagascar) |
|  |                                          |

|  | Herpestidae (cầy mangut)                                   |
|  |                                                            |
|  | \| \| Eupleridae (động vật ăn thịt Madagascar) \| \| \| \| |
|  |                                                            |
|  | Eupleridae (động vật ăn thịt Madagascar)                   |
|  |                                                            |

|  | Eupleridae (động vật ăn thịt Madagascar) |
|  |                                          |

|  | Herpestidae (cầy mangut)                                   |
|  |                                                            |
|  | \| \| Eupleridae (động vật ăn thịt Madagascar) \| \| \| \| |
|  |                                                            |
|  | Eupleridae (động vật ăn thịt Madagascar)                   |
|  |                                                            |

|  | Eupleridae (động vật ăn thịt Madagascar) |
|  |                                          |

|  | Herpestidae (cầy mangut)                                   |
|  |                                                            |
|  | \| \| Eupleridae (động vật ăn thịt Madagascar) \| \| \| \| |
|  |                                                            |
|  | Eupleridae (động vật ăn thịt Madagascar)                   |
|  |                                                            |

|  | Eupleridae (động vật ăn thịt Madagascar) |
|  |                                          |

|  | Herpestidae (cầy mangut)                                   |
|  |                                                            |
|  | \| \| Eupleridae (động vật ăn thịt Madagascar) \| \| \| \| |
|  |                                                            |
|  | Eupleridae (động vật ăn thịt Madagascar)                   |
|  |                                                            |

|  | Eupleridae (động vật ăn thịt Madagascar) |
|  |                                          |

|  | Herpestidae (cầy mangut)                                   |
|  |                                                            |
|  | \| \| Eupleridae (động vật ăn thịt Madagascar) \| \| \| \| |
|  |                                                            |
|  | Eupleridae (động vật ăn thịt Madagascar)                   |
|  |                                                            |

|  | Eupleridae (động vật ăn thịt Madagascar) |
|  |                                          |

|  | Herpestidae (cầy mangut)                                   |
|  |                                                            |
|  | \| \| Eupleridae (động vật ăn thịt Madagascar) \| \| \| \| |
|  |                                                            |
|  | Eupleridae (động vật ăn thịt Madagascar)                   |
|  |                                                            |

|  | Eupleridae (động vật ăn thịt Madagascar) |
|  |                                          |

|  | Herpestidae (cầy mangut)                                   |
|  |                                                            |
|  | \| \| Eupleridae (động vật ăn thịt Madagascar) \| \| \| \| |
|  |                                                            |
|  | Eupleridae (động vật ăn thịt Madagascar)                   |
|  |                                                            |

|  | Eupleridae (động vật ăn thịt Madagascar) |
|  |                                          |

|  | Herpestidae (cầy mangut)                                   |
|  |                                                            |
|  | \| \| Eupleridae (động vật ăn thịt Madagascar) \| \| \| \| |
|  |                                                            |
|  | Eupleridae (động vật ăn thịt Madagascar)                   |
|  |                                                            |

|  | Eupleridae (động vật ăn thịt Madagascar) |
|  |                                          |

|  | Herpestidae (cầy mangut)                                   |
|  |                                                            |
|  | \| \| Eupleridae (động vật ăn thịt Madagascar) \| \| \| \| |
|  |                                                            |
|  | Eupleridae (động vật ăn thịt Madagascar)                   |
|  |                                                            |

|  | Eupleridae (động vật ăn thịt Madagascar) |
|  |                                          |

| Cryptoprocta | \| \| C. ferox (Fossa) \| \| \| \| \| \| †C. spelea (Fossa khổng lồ) \| \| \| \| |
|              | \| \| C. ferox (Fossa) \| \| \| \| \| \| †C. spelea (Fossa khổng lồ) \| \| \| \| |
|              | Fossa (cầy hương Madagascar)                                                     |
|              |                                                                                  |
|              | C. ferox (Fossa)                                                                 |
|              |                                                                                  |
|              | †C. spelea (Fossa khổng lồ)                                                      |
|              |                                                                                  |

|  | C. ferox (Fossa)            |
|  |                             |
|  | †C. spelea (Fossa khổng lồ) |
|  |                             |

|  | Galidictis                                                                    |
|  |                                                                               |
|  | \| \| Salanoia \| \| \| \| \| \| Mungotictis (cầy mangut sọc hẹp) \| \| \| \| |
|  |                                                                               |
|  | Salanoia                                                                      |
|  |                                                                               |
|  | Mungotictis (cầy mangut sọc hẹp)                                              |
|  |                                                                               |

|  | Salanoia                         |
|  |                                  |
|  | Mungotictis (cầy mangut sọc hẹp) |
|  |                                  |

|  | Galidictis                                                                    |
|  |                                                                               |
|  | \| \| Salanoia \| \| \| \| \| \| Mungotictis (cầy mangut sọc hẹp) \| \| \| \| |
|  |                                                                               |
|  | Salanoia                                                                      |
|  |                                                                               |
|  | Mungotictis (cầy mangut sọc hẹp)                                              |
|  |                                                                               |

|  | Salanoia                         |
|  |                                  |
|  | Mungotictis (cầy mangut sọc hẹp) |
|  |                                  |

| Cryptoprocta | \| \| C. ferox (Fossa) \| \| \| \| \| \| †C. spelea (Fossa khổng lồ) \| \| \| \| |
|              | \| \| C. ferox (Fossa) \| \| \| \| \| \| †C. spelea (Fossa khổng lồ) \| \| \| \| |
|              | Fossa (cầy hương Madagascar)                                                     |
|              |                                                                                  |
|              | C. ferox (Fossa)                                                                 |
|              |                                                                                  |
|              | †C. spelea (Fossa khổng lồ)                                                      |
|              |                                                                                  |

|  | C. ferox (Fossa)            |
|  |                             |
|  | †C. spelea (Fossa khổng lồ) |
|  |                             |

|  | Galidictis                                                                    |
|  |                                                                               |
|  | \| \| Salanoia \| \| \| \| \| \| Mungotictis (cầy mangut sọc hẹp) \| \| \| \| |
|  |                                                                               |
|  | Salanoia                                                                      |
|  |                                                                               |
|  | Mungotictis (cầy mangut sọc hẹp)                                              |
|  |                                                                               |

|  | Salanoia                         |
|  |                                  |
|  | Mungotictis (cầy mangut sọc hẹp) |
|  |                                  |

|  | Galidictis                                                                    |
|  |                                                                               |
|  | \| \| Salanoia \| \| \| \| \| \| Mungotictis (cầy mangut sọc hẹp) \| \| \| \| |
|  |                                                                               |
|  | Salanoia                                                                      |
|  |                                                                               |
|  | Mungotictis (cầy mangut sọc hẹp)                                              |
|  |                                                                               |

|  | Salanoia                         |
|  |                                  |
|  | Mungotictis (cầy mangut sọc hẹp) |
|  |                                  |

| Cryptoprocta | \| \| C. ferox (Fossa) \| \| \| \| \| \| †C. spelea (Fossa khổng lồ) \| \| \| \| |
|              | \| \| C. ferox (Fossa) \| \| \| \| \| \| †C. spelea (Fossa khổng lồ) \| \| \| \| |
|              | Fossa (cầy hương Madagascar)                                                     |
|              |                                                                                  |
|              | C. ferox (Fossa)                                                                 |
|              |                                                                                  |
|              | †C. spelea (Fossa khổng lồ)                                                      |
|              |                                                                                  |

|  | C. ferox (Fossa)            |
|  |                             |
|  | †C. spelea (Fossa khổng lồ) |
|  |                             |

|  | Galidictis                                                                    |
|  |                                                                               |
|  | \| \| Salanoia \| \| \| \| \| \| Mungotictis (cầy mangut sọc hẹp) \| \| \| \| |
|  |                                                                               |
|  | Salanoia                                                                      |
|  |                                                                               |
|  | Mungotictis (cầy mangut sọc hẹp)                                              |
|  |                                                                               |

|  | Salanoia                         |
|  |                                  |
|  | Mungotictis (cầy mangut sọc hẹp) |
|  |                                  |

|  | Galidictis                                                                    |
|  |                                                                               |
|  | \| \| Salanoia \| \| \| \| \| \| Mungotictis (cầy mangut sọc hẹp) \| \| \| \| |
|  |                                                                               |
|  | Salanoia                                                                      |
|  |                                                                               |
|  | Mungotictis (cầy mangut sọc hẹp)                                              |
|  |                                                                               |

|  | Salanoia                         |
|  |                                  |
|  | Mungotictis (cầy mangut sọc hẹp) |
|  |                                  |

| Cryptoprocta | \| \| C. ferox (Fossa) \| \| \| \| \| \| †C. spelea (Fossa khổng lồ) \| \| \| \| |
|              | \| \| C. ferox (Fossa) \| \| \| \| \| \| †C. spelea (Fossa khổng lồ) \| \| \| \| |
|              | Fossa (cầy hương Madagascar)                                                     |
|              |                                                                                  |
|              | C. ferox (Fossa)                                                                 |
|              |                                                                                  |
|              | †C. spelea (Fossa khổng lồ)                                                      |
|              |                                                                                  |

|  | C. ferox (Fossa)            |
|  |                             |
|  | †C. spelea (Fossa khổng lồ) |
|  |                             |

|  | Galidictis                                                                    |
|  |                                                                               |
|  | \| \| Salanoia \| \| \| \| \| \| Mungotictis (cầy mangut sọc hẹp) \| \| \| \| |
|  |                                                                               |
|  | Salanoia                                                                      |
|  |                                                                               |
|  | Mungotictis (cầy mangut sọc hẹp)                                              |
|  |                                                                               |

|  | Salanoia                         |
|  |                                  |
|  | Mungotictis (cầy mangut sọc hẹp) |
|  |                                  |

|  | Galidictis                                                                    |
|  |                                                                               |
|  | \| \| Salanoia \| \| \| \| \| \| Mungotictis (cầy mangut sọc hẹp) \| \| \| \| |
|  |                                                                               |
|  | Salanoia                                                                      |
|  |                                                                               |
|  | Mungotictis (cầy mangut sọc hẹp)                                              |
|  |                                                                               |

|  | Salanoia                         |
|  |                                  |
|  | Mungotictis (cầy mangut sọc hẹp) |
|  |                                  |

| Cryptoprocta | \| \| C. ferox (Fossa) \| \| \| \| \| \| †C. spelea (Fossa khổng lồ) \| \| \| \| |
|              | \| \| C. ferox (Fossa) \| \| \| \| \| \| †C. spelea (Fossa khổng lồ) \| \| \| \| |
|              | Fossa (cầy hương Madagascar)                                                     |
|              |                                                                                  |
|              | C. ferox (Fossa)                                                                 |
|              |                                                                                  |
|              | †C. spelea (Fossa khổng lồ)                                                      |
|              |                                                                                  |

|  | C. ferox (Fossa)            |
|  |                             |
|  | †C. spelea (Fossa khổng lồ) |
|  |                             |

|  | Galidictis                                                                    |
|  |                                                                               |
|  | \| \| Salanoia \| \| \| \| \| \| Mungotictis (cầy mangut sọc hẹp) \| \| \| \| |
|  |                                                                               |
|  | Salanoia                                                                      |
|  |                                                                               |
|  | Mungotictis (cầy mangut sọc hẹp)                                              |
|  |                                                                               |

|  | Salanoia                         |
|  |                                  |
|  | Mungotictis (cầy mangut sọc hẹp) |
|  |                                  |

|  | Galidictis                                                                    |
|  |                                                                               |
|  | \| \| Salanoia \| \| \| \| \| \| Mungotictis (cầy mangut sọc hẹp) \| \| \| \| |
|  |                                                                               |
|  | Salanoia                                                                      |
|  |                                                                               |
|  | Mungotictis (cầy mangut sọc hẹp)                                              |
|  |                                                                               |

|  | Salanoia                         |
|  |                                  |
|  | Mungotictis (cầy mangut sọc hẹp) |
|  |                                  |

| Cryptoprocta | \| \| C. ferox (Fossa) \| \| \| \| \| \| †C. spelea (Fossa khổng lồ) \| \| \| \| |
|              | \| \| C. ferox (Fossa) \| \| \| \| \| \| †C. spelea (Fossa khổng lồ) \| \| \| \| |
|              | Fossa (cầy hương Madagascar)                                                     |
|              |                                                                                  |
|              | C. ferox (Fossa)                                                                 |
|              |                                                                                  |
|              | †C. spelea (Fossa khổng lồ)                                                      |
|              |                                                                                  |

|  | C. ferox (Fossa)            |
|  |                             |
|  | †C. spelea (Fossa khổng lồ) |
|  |                             |

|  | Galidictis                                                                    |
|  |                                                                               |
|  | \| \| Salanoia \| \| \| \| \| \| Mungotictis (cầy mangut sọc hẹp) \| \| \| \| |
|  |                                                                               |
|  | Salanoia                                                                      |
|  |                                                                               |
|  | Mungotictis (cầy mangut sọc hẹp)                                              |
|  |                                                                               |

|  | Salanoia                         |
|  |                                  |
|  | Mungotictis (cầy mangut sọc hẹp) |
|  |                                  |

|  | Galidictis                                                                    |
|  |                                                                               |
|  | \| \| Salanoia \| \| \| \| \| \| Mungotictis (cầy mangut sọc hẹp) \| \| \| \| |
|  |                                                                               |
|  | Salanoia                                                                      |
|  |                                                                               |
|  | Mungotictis (cầy mangut sọc hẹp)                                              |
|  |                                                                               |

|  | Salanoia                         |
|  |                                  |
|  | Mungotictis (cầy mangut sọc hẹp) |
|  |                                  |

| Cryptoprocta | \| \| C. ferox (Fossa) \| \| \| \| \| \| †C. spelea (Fossa khổng lồ) \| \| \| \| |
|              | \| \| C. ferox (Fossa) \| \| \| \| \| \| †C. spelea (Fossa khổng lồ) \| \| \| \| |
|              | Fossa (cầy hương Madagascar)                                                     |
|              |                                                                                  |
|              | C. ferox (Fossa)                                                                 |
|              |                                                                                  |
|              | †C. spelea (Fossa khổng lồ)                                                      |
|              |                                                                                  |

|  | C. ferox (Fossa)            |
|  |                             |
|  | †C. spelea (Fossa khổng lồ) |
|  |                             |

|  | Galidictis                                                                    |
|  |                                                                               |
|  | \| \| Salanoia \| \| \| \| \| \| Mungotictis (cầy mangut sọc hẹp) \| \| \| \| |
|  |                                                                               |
|  | Salanoia                                                                      |
|  |                                                                               |
|  | Mungotictis (cầy mangut sọc hẹp)                                              |
|  |                                                                               |

|  | Salanoia                         |
|  |                                  |
|  | Mungotictis (cầy mangut sọc hẹp) |
|  |                                  |

|  | Galidictis                                                                    |
|  |                                                                               |
|  | \| \| Salanoia \| \| \| \| \| \| Mungotictis (cầy mangut sọc hẹp) \| \| \| \| |
|  |                                                                               |
|  | Salanoia                                                                      |
|  |                                                                               |
|  | Mungotictis (cầy mangut sọc hẹp)                                              |
|  |                                                                               |

|  | Salanoia                         |
|  |                                  |
|  | Mungotictis (cầy mangut sọc hẹp) |
|  |                                  |

| Cryptoprocta | \| \| C. ferox (Fossa) \| \| \| \| \| \| †C. spelea (Fossa khổng lồ) \| \| \| \| |
|              | \| \| C. ferox (Fossa) \| \| \| \| \| \| †C. spelea (Fossa khổng lồ) \| \| \| \| |
|              | Fossa (cầy hương Madagascar)                                                     |
|              |                                                                                  |
|              | C. ferox (Fossa)                                                                 |
|              |                                                                                  |
|              | †C. spelea (Fossa khổng lồ)                                                      |
|              |                                                                                  |

|  | C. ferox (Fossa)            |
|  |                             |
|  | †C. spelea (Fossa khổng lồ) |
|  |                             |

|  | Galidictis                                                                    |
|  |                                                                               |
|  | \| \| Salanoia \| \| \| \| \| \| Mungotictis (cầy mangut sọc hẹp) \| \| \| \| |
|  |                                                                               |
|  | Salanoia                                                                      |
|  |                                                                               |
|  | Mungotictis (cầy mangut sọc hẹp)                                              |
|  |                                                                               |

|  | Salanoia                         |
|  |                                  |
|  | Mungotictis (cầy mangut sọc hẹp) |
|  |                                  |

|  | Galidictis                                                                    |
|  |                                                                               |
|  | \| \| Salanoia \| \| \| \| \| \| Mungotictis (cầy mangut sọc hẹp) \| \| \| \| |
|  |                                                                               |
|  | Salanoia                                                                      |
|  |                                                                               |
|  | Mungotictis (cầy mangut sọc hẹp)                                              |
|  |                                                                               |

|  | Salanoia                         |
|  |                                  |
|  | Mungotictis (cầy mangut sọc hẹp) |
|  |                                  |

## Mô tả

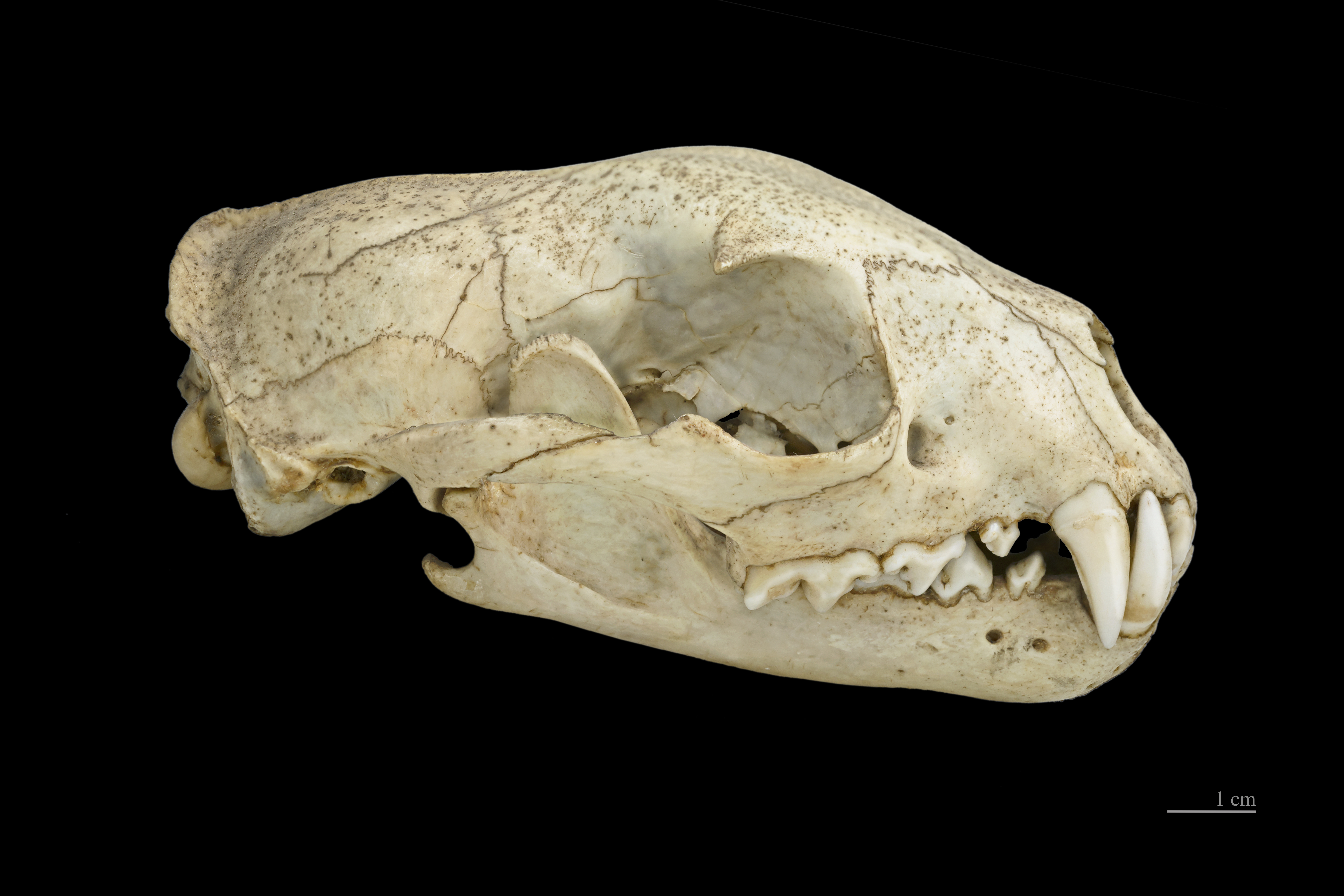
Xương sọ Fossa

Diện mạo fossa như một dạng thu nhỏ của loài mèo lớn, chẳng hạn báo sư tử, nhưng với một cơ thể mảnh mai và tứ chi cơ bắp, cùng chiếc đuôi kéo dài gần bằng phần còn lại cơ thể. Phần đầu giống cầy mangut, tương đối dài hơn so với một con mèo, mặc dù chiếc mõm rộng và ngắn, cùng đôi tai lớn nhưng tròn. Đôi mắt nâu cỡ vừa tương đối rộng tách biệt với đồng tử co lại thành khe hở. Giống như nhiều loài ăn thịt săn mồi ban đêm, fossa có đôi mắt phản chiếu ánh sáng; ánh sáng phản xạ có sắc thái da cam. 
Chiều dài từ đầu đến hết thân đạt 70–80 cm (28–31 in) còn đuôi dài 65–70 cm (26–28 in). Có vài điểm dị hình giới tính nhất định, với con đực trưởng thành (nặng 6,2–8,6 kg hay 14–19 lb) lớn hơn con cái (5,5–6,8 kg hay 12–15 lb). Cá thể nhỏ đặc thù phân bố phía bắc và đông Madagascar, trong khi cá thể lớn sống tại phía nam và phía tây. Cá thể lớn bất thường cân nặng lên đến 20 kg (44 lb) cũng được báo cáo, nhưng một số nghi ngờ độ tin cậy về số đo. Fossa có thể ngửi thấy, nghe và nhìn tốt. Fossa là loài vật cường tráng; fossa nuôi nhốt hiếm gặp bệnh tật.

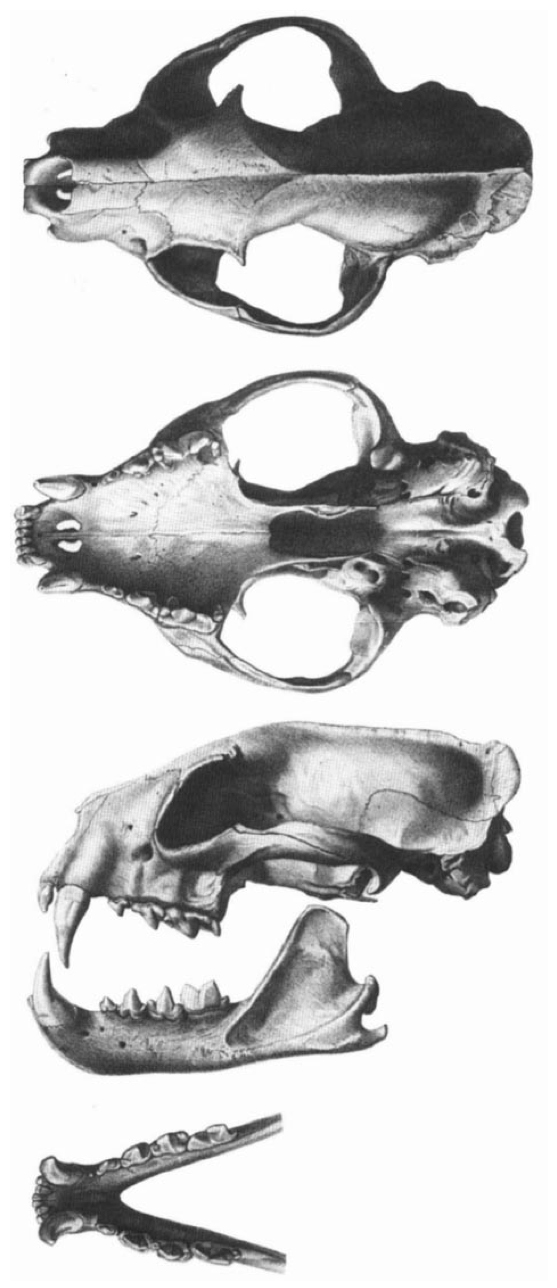
Sọ (lưng, bụng và hông) và hàm dưới (hông và lưng)

Cả giống đực lẫn giống cái có bộ lông thẳng, ngắn; tương đối rậm và không có đốm hay hoa văn. Cả hai giới thông thường có màu nâu đỏ trên lưng và màu kem bẩn dưới bụng. Khi động dục, chúng có thể xuất hiện màu da cam dưới bụng do một chất màu đỏ tiết ra bởi sự bài tiết tuyến ngực, nhưng điểm này không được giới nghiên cứu thống nhất quan sát. Đuôi có xu hướng sáng màu hơn hai bên hông. Fossa còn non hoặc có màu xám hoặc gần như màu trắng.
Một số đặc điểm cơ thể con vật thích nghi để leo trèo lên cây. Sử dụng đuôi giữ thăng bằng và móng vuốt bán co rút dùng để leo cây tìm mồi. Sở hữu bàn chân di chuyển bán gan, biến chuyển giữa dáng đi bằng gan bàn chân (khi sống trên cây) và dáng đi bằng đầu ngón chân (khi sống trên mặt đất). Lòng bàn chân gần như để trần và bao phủ bằng lớp lót chắc khỏe. Mắt cá chân rất linh hoạt cho phép fossa dễ dàng túm giữ thân cây để trèo lên hoặc tụt xuống hoặc nhảy sang cây khác. Fossa non nuôi nhốt có khả năng đánh đu lộn ngược bằng chân sau khỏi dây thừng thắt nút.
Fossa có vài tuyến mùi hơi, mặc dù các tuyến đều kém phát triển ở fossa cái. Tương tự họ cầy mangut, chúng có tuyến da quanh hậu môn bên trong một túi hậu môn bao quanh hậu môn giống như một túi. Chiếc túi mở ra về phía ngoài với một khe ngang bên dưới đuôi. Tuyến khác nằm gần dương vật hoặc âm đạo, tuyến dương vật phát ra mùi nồng. Giống như cầy mangut, loài không có tuyến bìu dái.

### Bộ phận sinh dục ngoài
Một trong những đặc điểm cơ thể khác thường hơn ở loài này là cơ quan sinh dục ngoài của chúng. Fossa đực có dương vật dài bất thường và xương dương vật, vươn đến giữa hai chân trước khi cương cứng, với độ dày trung bình 20 mm (0,79 in). Qui đầu kéo dài khoảng nửa chừng xuống trục và có gai ngoại trừ ở đỉnh. So sánh tương đồng, qui đầu của họ mèo ngắn và có nhiều gai, trong khi đó ở họ cầy thì mịn và dài. Fossa cái biểu hiện thoáng qua tính chất giống đực, bắt đầu từ khoảng 1-2 tuổi, phát triển một âm vật mở rộng, có nhiều gai tương tự như dương vật con đực. Âm vật mở rộng nhờ một xương âm vật hỗ trợ, điều này làm giảm kích thước ở con vật phát triển. Con cái không có bìu dái giả, nhưng chúng tiết ra một chất màu cam tạo màu sắc dưới bụng, giống như chất tiết của con đực. Mức độ nội tiết tố (testosterone, androstenedione, dihydrotestosterone) dường như không đóng vai trò tạo nên một phần tính chất giống đực này, những mức độ tương tự như nhau ở con non biến tính giống đực và con trưởng thành không biến tính giống đực. Nghiên cứu suy xét rằng biến tính giống đực hoặc khiến con đực trưởng thành giảm quấy rối tình dục con cái còn non, hoặc làm giảm sự xâm lược lãnh thổ giống cái. Trong khi giống cái thuộc những loài hữu nhũ khác (chẳng hạn linh cẩu đốm) có một dương vật giả, không hề thu nhỏ kích thước khi con vật phát triển.

### So sánh với loài ăn thịt họ hàng
Nhìn chung, fossa có đặc điểm chung với ba họ ăn thịt khác nhau, các nhà nghiên cứu hàng đầu sắp xếp chúng và những thành viên khác thuộc họ Eupleridae chung với các họ Herpestidae, Viverridae và Felidae. Đặc điểm loài họ mèo chủ yếu liên quan nhiều đến ăn uống và tiêu hóa, bao gồm cả hình dạng răng và phần mặt hộp sọ, lưỡi và đường tiêu hóa, đặc thù cho chế độ ăn thịt dành riêng của loài. Phần còn lại của hộp sọ gần giống nhất với hộp sọ loài thuộc chi Viverra, trong khi cấu trúc cơ thể tổng quát tương đồng nhiều nhất với thành viên khác thuộc họ Herpestidae. Nha thức cố định là {\displaystyle {\tfrac {3.1.3-4.1}{3.1.3-4.1}}} (ba răng cửa, một răng nanh, ba hay bốn răng tiền hàm, một răng hàm trên mỗi bên của cả hàm trên lẫn hàm dưới), công thức răng sữa tương tự nhưng thiếu răng cửa thứ tư và răng hàm. Fossa có một lớp bề mặt rhinarium rộng, nhô lên tương tự loài họ cầy, nhưng có đôi tai tròn, tương đối rộng, gần như rộng cỡ những loài họ mèo kích thước tương tự. Ria mép trên mặt dài, ở cá thể dài nhất còn dài hơn phần đầu. Giống như một vài chi cầy mangut, phần lớn thuộc chi Galidia (hiện tại thuộc họ riêng do fossa sở hữu, họ Eupleridae) và Herpestes (thuộc họ Herpestidae), chúng có ria mép cổ tay tương tự. Bộ móng vuốt co rút, nhưng không giống những loài họ mèo, chúng không ẩn giấu trong lớp vỏ da. Loài có ba cặp núm vú (một ở bẹn, một ở bụng và một trên ngực).

## Môi trường sống và phân bố
Fossa có phạm vi địa lý trải rộng nhất trong số động vật ăn thịt Madagascar, thường sinh sống với số lượng thấp trên khắp đảo tại những cánh rừng còn lại, ưa thích sinh cảnh rừng yên tĩnh nguyên sơ. Chúng cũng được bắt gặp tại một vài khu rừng bị suy thoái, nhưng số lượng thấp hơn. Mặc dù fossa sinh sống trong tất cả sinh cảnh rừng trên khắp Madagascar, bao gồm rừng rụng lá khô phía tây, rừng mưa phía đông và rừng gai phía nam, chúng được bắt gặp thường xuyên tại rừng ẩm ướt hơn tại rừng khô. Hiện tượng này có thể do tán rừng suy giảm tại rừng khô cung cấp ít bóng râm và cũng do bởi fossa dường như đi lại dễ dàng hơn tại rừng ẩm ướt. Giống như hầu hết quần thể động vật Madagascar, loài vắng mặt ở khu vực bị xáo trộn sinh cảnh nặng nề, ở cao nguyên trung tâm đất nước.
Fossa sinh sống trên vài địa hình dốc nghiêng có độ cao khác nhau tại nơi yên tĩnh của những khu vực được bảo vệ trên khắp Madagascar. Tại khu bảo tồn thiên nhiên Andringitra, vết tích của fossa đã được báo cáo ở bốn địa điểm khác nhau dao động từ 810 đến 1.625 m (2.657 đến 5.331 ft). Nơi cao nhất con vật xuất hiện được báo cáo tại độ cao 2.000 m (6.600 ft); Ở khối núi Andringitra, sự hiện diện của fossa về sau được xác nhận vào năm 1996. Tương tự như vậy, vết tích của fossa được báo cáo tại điểm cực cao 440 m (1.440 ft) và 1.875 m (6.152 ft) trong công viên quốc gia Andohahela. Fossa hiện diện ở nhiều địa điểm chỉ ra khả năng loài vật này thích ứng độ cao đa dạng, phù hợp với báo cáo phân bố ở tất cả các loại rừng Madagascar.

## Hành vi

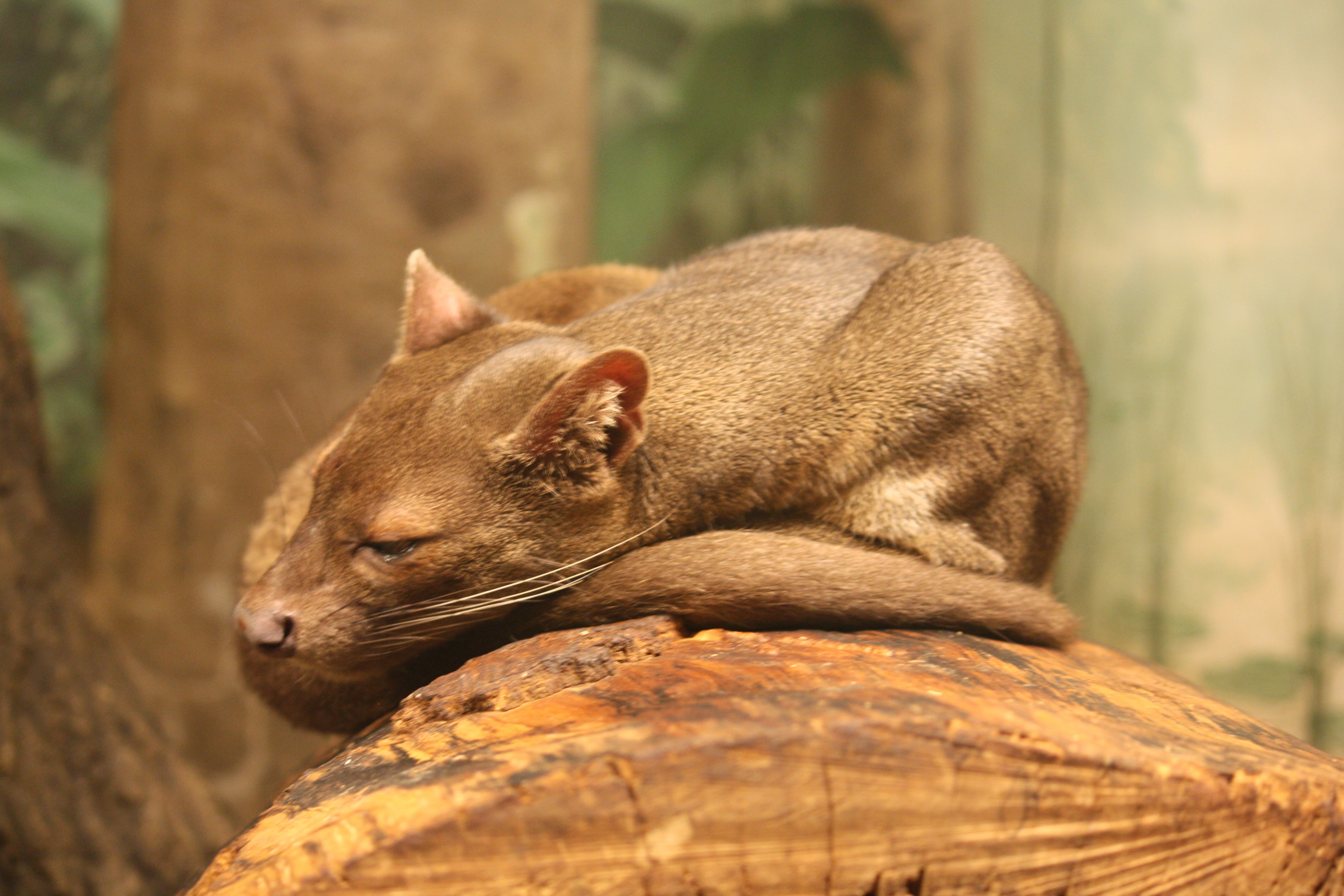
Fossa hoạt động cả ngày lẫn đêm.

Fossa hoạt động suốt cả ngày lẫn đêm; đỉnh điểm hoạt động có thể diễn ra đầu buổi sáng, chiều muộn và đêm muộn. Con vật thường không tái sử dụng vị trí ngủ, nhưng fossa cái với con non quay trở lại cùng hang ổ cũ. Phạm vi cư trú của fossa đực tại rừng Kirindy lên đến 26 km2 (10 dặm vuông Anh) quy mô lớn, so sánh với 13 km2 (5,0 dặm vuông Anh) ở con cái. Những phạm vi chồng chéo-khoảng 30% theo số liệu từ khu rừng phía đông-nhưng fossa cái thường tách biệt phạm vi. Phạm vi cư trú gia tăng trong thời gian mùa khô, có lẽ do ít thức ăn và nước có sẵn. Nói chung, fossa đeo vòng cổ vô tuyến di chuyển giữa 2–5 km (1,2–3,1 mi) mỗi ngày, mặc dù trong một trường hợp báo cáo một con fossa quan sát được di chuyển khoảng cách đường thẳng 7 km (4,3 mi) trong 16 giờ. Mật độ quần thể con vật có vẻ thấp: tại rừng Kirindy, nơi loài khá phổ biến, mật độ ước tính đạt một con vật trên mỗi 4 km2 (1,5 dặm vuông Anh) vào năm 1998. Một nghiên cứu khác tại khu rừng tương tự giữa năm 1994 và 1996 bằng cách sử dụng phương pháp đánh dấu và bắt lại chỉ ra mật độ quần thể của một con vật trên mỗi 3,8 km2 (1,5 dặm vuông Anh) và một con trưởng thành trên mỗi 5,6 km2 (2,2 dặm vuông Anh).
Ngoại trừ Fossa mẹ đang chăm con non, thì thỉnh thoảng mới thấy nhiều cá thể đực quần tụ, nên loài này được xem là động vật đơn độc. Tuy nhiên, một công bố năm 2009, báo cáo quan sát chi tiết về săn mồi phối hợp, theo đó ba con Fossa đực cùng săn bắt một con vượn cáo sifaka (Propithecus verreauxi) nặng 3 kg (6,6 lb) trong vòng 45 phút, sau đó chia sẻ con mồi. Hành vi này có thể là một dấu tích săn mồi tập thể từ loài vượn cáo lớn hơn tuyệt chủng gần đây.
Fossa giao tiếp bằng âm thanh, mùi hương và các tín hiệu thị giác. Âm thanh phát ra gồm có tiếng rừ rừ, một tiếng kêu đe dọa, một tiếng kêu sợ hãi, bao gồm "tiếng inh ỏi lặp lại, tiếng hít hồng hộc và tiếng thở hỗn hễn". Một tiếng kêu ăng cao, dài có chức năng thu hút con Fossa khác. Fossa cái kêu meo meo vào mùa giao phối và con đực phát ra tiếng thở dài khi chúng đã tìm được một con cái. Trong suốt cả năm, con vật tiết ra mùi hương đánh dấu lâu dài trên đá, cây cối, đất; chúng dùng các tuyến ở vùng hậu môn và trên ngực. Chúng cũng liên lạc qua biểu hiện mặt và cơ thể, nhưng ý nghĩa các tín hiệu này không chắc chắn. Con vật hung hãn chỉ khi vào mùa giao phối, con đực đánh nhau đặc biệt mạnh bạo. Sau một cuộc chiến ngắn, con vật thua cuộc chạy đi và con chiến thắng đuổi theo sau một khoảng cách ngắn. Trong điều kiện nuôi nhốt, Fossa thường không hung hăng và đôi khi thậm chí cho phép người trông giữ sở thú vuốt ve chúng, nhưng con đực trưởng thành đặc biệt có thể cố gắng cắn trả.

### Chế độ ăn uống
Fossa là động vật ăn thịt săn con mồi kích thước từ nhỏ đến vừa. Là một trong tám loài ăn thịt đặc hữu của Madagascar, Fossa là động vật hữu nhũ trên cạn, đặc hữu, còn sống sót lớn nhất của hòn đảo này và loài săn mồi duy nhất có khả năng săn tất cả những loài vượn cáo trưởng thành còn tồn tại, lớn nhất trong số đó có thể nặng đến 90% trọng lượng Fossa trung bình. Mặc dù đây là loài vượn cáo ăn thịt chủ yếu, báo cáo về thói quen ăn uống của loài chứng minh tính đa dạng khi chọn lọc con mồi và chuyên hóa phụ thuộc vào sinh cảnh và mùa; chế độ ăn uống không thay đổi theo giới tính. Trong khi Fossa được cho là chuyên ăn thịt vượn cáo tại công viên quốc gia Ranomafana, chế độ ăn biến đổi nhiều hơn ở những sinh cảnh rừng mưa khác.
Chế độ ăn của Fossa trong tự nhiên được nghiên cứu bằng cách phân tích mẫu phân riêng biệt của chúng, giống hình trụ màu xám với điểm kết thúc xoắn và đo lường chiều dài 10–14 cm (3,9–5,5 in), dày 1,5–2,5 cm (0,6–1,0 in). Mẫu phân thu thập và phân tích ở cả hai nơi, Andohahela và Andringitra, chứa chất liệu vượn cáo và động vật gặm nhấm. Quần thể phía đông Andringitra sáp nhập ghi chép độ đa dạng con mồi trải rộng nhất, bao gồm cả loài có xương sống lẫn không xương sống. Loài có xương sống bị ăn thịt dao động từ loài bò sát đến một loạt các loài chim, bao gồm cả chim sống trên cây tầng thấp hay trên mặt đất, động vật hữu nhũ, bao gồm động vật ăn côn trùng, gặm nhấm và vượn cáo. Loài xương sống mà Fossa ăn thịt tại vùng núi cao Andringitra bao gồm côn trùng và cua. Một nghiên cứu chỉ ra rằng động vật có xương sống bao gồm 94% chế độ ăn của Fossa, trong đó vượn cáo chiếm hơn 50%, tiếp theo là tenrec (9%), thằn lằn (9%) và các loài chim (2%). Hạt cây chiếm 5% chế độ ăn, có thể có trong dạ dày của vượn cáo bị ăn thịt, hoặc có thể do Fossa ăn trái cây vắt nước, hạt cây thường xuất hiện hơn trong dạ dày vào mùa khô. Kích thước con mồi trung bình thay đổi về mặt địa lý; chỉ 40 gam (1,4 oz) ở vùng núi cao Andringitra, trái ngược với 480 gam (17 oz) tại rừng ẩm ướt và hơn 1.000 gam (35 oz) tại rừng rụng lá khô. Theo một nghiên cứu về chế độ ăn của Fossa tại rừng rụng lá khô phía tây Madagascar, chiếm hơn 90% con mồi là loài có xương sống, hơn 50% là vượn cáo. Chế độ ăn chính chứa xấp xỉ sáu loài vượn cáo và hai hoặc ba loài thú tenrec gai, cùng với rắn và động vật hữu nhũ nhỏ. Thông thường, con mồi Fossa là vượn cáo lớn và thú gặm nhấm ưu tiên con vật nhỏ.
Fossa săn bắt mồi hoặc trên mặt đất hoặc trên cây. Vào mùa không sinh sản, Fossa săn mồi riêng lẻ, nhưng trong mùa sinh sản có thể săn mồi theo nhóm và chúng có thể bắt cặp Fossa mẹ cùng con non. Một thành viên nhóm leo lên cây và đuổi theo vượn cáo từ cây này sang cây khác, buộc chúng hạ xuống mặt đất, tại nơi khác có thể dễ dàng bắt giữ mồi. Fossa có đặc điểm là mổ bụng con mồi vượn cáo lớn hơn chúng, cùng với mẫu phân riêng biệt, giúp xác định con mồi bị giết. Quan sát lâu dài mô hình ăn thịt của Fossa ở rừng mưa cho biết rằng Fossa săn mồi trên một tiểu khu phạm vi của chúng cho đến khi mật độ con mồi giảm, sau đó chuyển đi. Fossa cũng săn vật nuôi nhà như con mồi, chẳng hạn dê và bò nhỏ, đặc biệt gà nhà. Trong điều kiện nuôi nhốt, thức ăn của Fossa bao gồm loài lưỡng cư, chim, côn trùng, bò sát và động vật hữu nhũ kích thước từ nhỏ đến trung bình.
Ở nhiều sinh cảnh rừng mưa khác nhau, sự đa dạng con mồi xuất hiện tương tự như thành phần chế độ ăn đa dạng ghi chép được diễn ra ở rừng khô phía tây Madagascar, cũng như vậy. Là động vật ăn thịt đặc hữu lớn nhất trên đảo Madagascar, chế độ ăn linh động kết hợp với mô hình hoạt động linh hoạt cho phép loài khai thác một loạt môi trường sống có sẵn khắp hòn đảo, khiến chúng trở thành loài chủ chốt tiềm năng cho hệ sinh thái Madagascar.

### Sinh sản

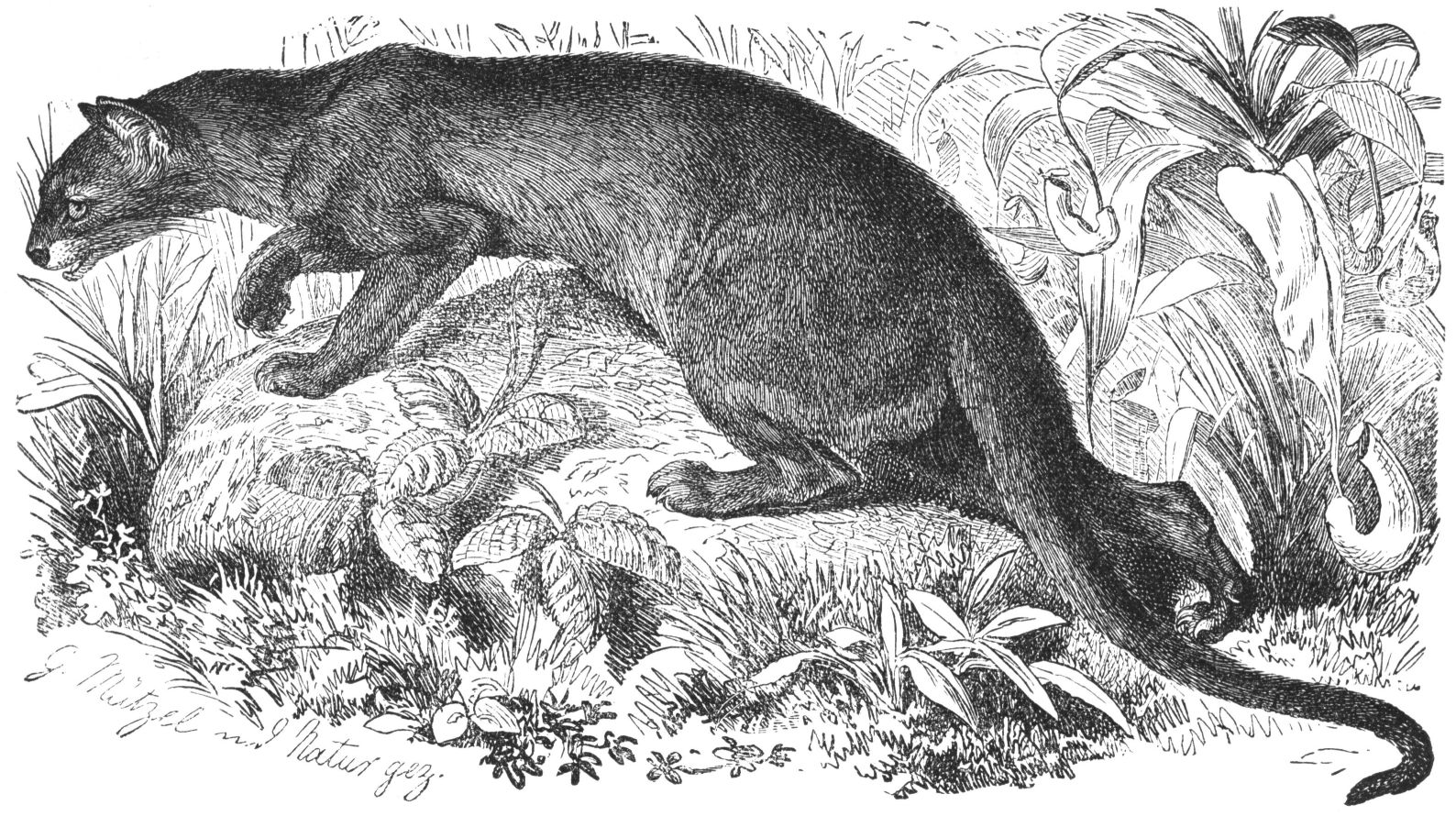
Minh họa Fossa vào khoảng năm 1927

Hầu hết đặc tính sinh sản trong quần thể hoang dã ở rừng rụng lá khô miền tây; xác định dù chắc chắn đặc tính thích hợp với quần thể miền đông hay không sẽ được yêu cầu nghiên cứu chuyên môn thêm nữa. Giao phối thường diễn ra vào thời gian tháng Chín và tháng Mười, mặc dù có những báo cáo diễn ra đến tận cuối tháng mười hai, có thể đáng chú ý cao. Trong điều kiện nuôi nhốt tại bắc bán cầu, Fossa thay vì giao phối vào mùa xuân phía bắc, từ tháng ba-tháng bảy. Quan hệ giao phối thường diễn ra trên cành cây lớn nằm ngang cách mặt đất khoảng 20 m (66 ft). Thường xuyên sử dụng lại cùng cành cây đó vào năm sau, với độ chính xác đáng kể như ngày mà mùa giao phối khởi đầu. Cây xanh thường gần nguồn nước, cành cây đủ khỏe và đủ rộng để hỗ trợ cho cặp đôi giao phối, rộng khoảng 20 cm (7,9 in). Cũng có báo cáo một vài cặp giao phối trên mặt đất.
Nhiều đến tám con đực sẽ xuất hiện tại một vị trí giao phối, lưu trú ở vùng lân cận gần với con cái tiếp nhận. Con cái dường như chọn con đực giao phối với nó, con đực cạnh tranh sự chú ý của con cái bằng một lượng đáng kể xướng âm và tương tác đối kháng. Con cái có thể chọn giao phối với vài con đực, lựa chọn giao phối của nó dường như không có bất kỳ mối tương quan nào với diện mạo thể chất con đực. Để kích thích con đực gắn kết với mình, con cái phát ra một loạt âm thanh meo meo. Con đực trèo lên từ phía sau, dựa cơ thể mình hơi lệch tâm vào con cái, vị trí đòi hỏi cân bằng khéo léo; nếu con cái đứng lên, con đực sẽ gặp khó khăn đáng kể khi tiếp tục. Nó đặt bàn chân của mình trên vai con cái hoặc túm chặt xung quanh eo và thường liếm cổ con cái. Giao phối có thể kéo dài gần ba giờ. Cuộc giao phối kéo dài bất thường này do bản chất cơ thể khi dương vật con đực cương lên, dương vật có gai trỏ ngược dọc theo toàn bộ chiều dài. Fossa giao phối bao gồm một dây nối giao cấu, có thể bị dương vật gai của con đực thúc ép. Dây nối khó đứt gãy nếu phiên giao phối bị gián đoạn. Giao phối với con đực duy nhất có thể lặp đi lặp lại nhiều lần, tổng thời gian giao phối lên đến 14 giờ, trong khi con đực đó có thể ở lại cùng bạn tình nó cho đến một giờ sau khi giao phối. Một con cái đơn lẻ có thể chiếm giữ cây xanh cho đến một tuần, giao phối với nhiều con đực hơn thời điểm đó. Ngoài ra, những con cái khác có thể sắp xếp địa điểm của mình, giao phối cùng vài con đực tương tự chẳng khác gì những con khác. Chiến lược giao phối này, theo đó Fossa cái độc quyền một vị trí và tối đa hóa số lượng bạn tình có sẵn, dường như độc nhất trong số loài ăn thịt. Nghiên cứu gần đây chỉ ra rằng hệ thống này giúp Fossa khắc phục các yếu tố thường cản trở chúng tìm bạn tình, chẳng hạn mật độ quần thể thấp hay thiếu hang ổ.
Lứa sinh nở từ một đến sáu (đặc thù từ hai đến bốn) diễn ra tại một địa điểm bí mật, chẳng hạn như hang ổ ngầm, gò mối, khe đá hoặc trong thân cây rỗng lớn (phần lớn những cây thuộc chi Commiphora). Trái ngược nghiên cứu cũ, lứa đẻ hỗn hợp giới. Fossa non sinh ra vào tháng 12 hoặc tháng giêng, khiến thai kỳ kéo dài 90 ngày, theo báo cáo giao phối muộn chỉ ra một thời kỳ mang thai khoảng sáu đến bảy tuần. Fossa sơ sinh mù lòa, chưa mọc răng và cân nặng không quá 100 g (3,5 oz). Lớp lông mỏng, có màu xám nâu hoặc gần như trắng. Sau khoảng hai tuần thú con mở mắt, chúng trở nên linh động hơn, lớp lông tối dần đến màu xám ngọc trai. Thú con không ăn thức ăn rắn cho đến lúc ba tháng tuổi, không rời khỏi hang ổ cho đến lúc 4,5 tháng tuổi; chúng được cai sữa ngay sau đó. Sau năm đầu tiên, thú con chưa trưởng thành độc lập với mẹ chúng. Răng vĩnh cửu xuất hiện khi đạt 18 đến 20 tháng tuổi. Trưởng thành thể chất đạt được vào khoảng hai năm tuổi, nhưng thuần thục sinh dục không đạt đến khi một hoặc hai năm sau, Fossa trẻ có thể ở lại với mẹ chúng đến lúc hoàn toàn trưởng thành. Tuổi thọ nuôi nhốt lên đến hoặc trải qua 20 năm tuổi, có thể do động vật non phát triển chậm.

## Tương tác với người
Fossa được sách đỏ IUCN đánh giá là "loài sắp nguy cấp" kể từ năm 2008, khi quy mô quần thể loài hầu như giảm sút tối thiểu 30% giữa năm 1987 và 2008; đánh giá trước đó bao có "nguy cấp" (2000) và "thiếu số liệu" (1988, 1990, 1994). Loài phụ thuộc vào rừng xanh và vì thế bị đe dọa bởi sự tàn phá rừng bản địa Madagascar trên diện rộng mà còn khả năng tồn tại dai dẳng ở khu vực bị tác động. Một hệ đánh dấu vệ tinh hiển vi (những phân đoạn DNA ngắn lặp đi lặp lại chuỗi) được phát triển để giúp hỗ trợ nghiên cứu sức khỏe di truyền và biến động quần thể ở cả Fossa nuôi nhốt lẫn hoang dã. Vài loại mầm bệnh phân lập ra từ Fossa, một số trong đó, chẳng hạn bệnh than và rối loạn ở chó, bị truyền nhiễm từ chó hoặc mèo hoang. Toxoplasma gondii xuất hiện trong Fossa nuôi nhốt năm 2013.
Mặc dù loài được phân bố rộng rãi, chúng hiếm theo địa phương trong tất cả vùng miền, khiến Fossa phần lớn dễ bị tuyệt chủng. Những ảnh hưởng từ chia cắt sinh cảnh gia tăng nguy cơ. Đối với kích thước của loài, thấp hơn mật độ dân số dự đoán, chúng bị đe dọa hơn nữa do bởi rừng biến mất nhanh chóng tại Madagascar và quần thể vượn cáo thoái hóa, chiếm giữ một tỷ lệ cao trong chế độ ăn của chúng. Fossa biến mất, hoặc theo địa phương hoặc toàn bộ, có thể ảnh hưởng đáng kể động lực hệ sinh thái, có lẽ dẫn đến thoái hóa bãi gặm cỏ do một vài loài con mồi của chúng. Tổng quần thể Fossa sống trong khu vực bảo vệ ước đạt thấp hơn 2.500 con trưởng thành, nhưng có thể vượt mức ước tính. Chỉ hai khu bảo tồn được cho chứa 500 hoặc nhiều hơn Fossa trưởng thành là: công viên quốc gia Masoala và công viên quốc gia Midongy-Sud, mặc dù cũng được cho vượt quá ước tính. Thông tin về quần thể quá ít thu thập được theo một phân tích phát triển quần thể chính thức, nhưng ước tính chỉ ra không khu vực bảo vệ nào cấp dưỡng một quần thể phát triển. Nếu điều này đúng, sự tuyệt chủng của Fossa có thể xuất hiện sau 100 năm diễn ra cũng như loài sụt giảm dần. Để loài tồn tại, ước tính cần tổi thiểu 555 km2 (214 dặm vuông Anh) để duy trì quần thể nhỏ hơn, phát triển ngắn hạn và tối thiểu 2.000 km2 (770 dặm vuông Anh) cho quần thể 500 con vật trưởng thành.
Tục kiêng kỵ fady tại Madagascar, đem đến sự bảo vệ cho Fossa và những loài ăn thịt khác. Tại quận Marolambo (một phần khu vực Atsinanana thuộc tỉnh Toamasina), theo truyền thống Fossa bị ghét bỏ và sợ hãi như một con vật nguy hiểm. Mô tả rằng "háu ăn và hung hăng", được biết sẽ săn gia cầm và lợn con, tin rằng "bắt giữ trẻ em đi một mình vào rừng". Một số người không ăn thịt chúng vì sợ rằng chúng sẽ chuyển đặc tính không mong muốn cho bất cứ ai ăn thịt mình. Tuy nhiên, con vật cũng bị săn lấy thịt rừng; một nghiên cứu công bố năm 2009 báo cáo rằng 57% làng mạc (8 trong 14 mẫu) tại rừng Makira ăn thịt Fossa. Con vật thường bị săn bằng súng cao su, với chó, hoặc phổ biến nhất, bằng cách đặt bẫy lưới trên đường đi con vật. Gần công viên quốc gia Ranomafana, Fossa cùng vài loài anh em họ nhỏ hơn và du nhập cầy hương nhỏ Ấn Độ (Viverricula indica), được biết "tìm thịt thối trên thân xác tổ tiên", được chôn ở chỗ vùi xác nông trong rừng. Vì lý do này, ăn thịt con vật bị tục lệ fady nghiêm cấm. Tuy nhiên, nếu chúng đi lang thang vào làng để tìm kiếm gia cầm, con vật có thể bị giết hoặc bị mắc bẫy. Bẫy động vật ăn thịt nhỏ quan sát được gần bãi rào nuôi gà tại ngôi làng Vohiparara.
Fossa thỉnh thoảng được giữ nuôi nhốt trong vườn thú. Loài lần đầu được nuôi nhốt vào năm 1974 tại vườn thú của Montpellier, Pháp. Năm kế tiếp, tại một thời điểm khi chỉ có tám con Fossa trong các vườn thú trên thế giới, vườn thú Duisburg ở Đức thu giữ một con; vườn thú này sau đó bắt đầu một chương trình nhân giống thành công, hầu hết Fossa vườn thú tại kế thừa từ quần thể Duisburg. Nghiên cứu Fossa tại Duisburg cung cấp nhiều dữ liệu sinh học loài.
Fossa được miêu tả thành nhân vật phản diện trong phim hoạt hình DreamWork Madagascar năm 2005, thể hiện chính xác như loài động vật ăn thịt vượn cáo đáng sợ nhất.